# Präsidium (Gericht)
Das Präsidium ist ein unabhängiges gerichtliches Selbstverwaltungsorgan, das in Deutschland bei allen Gerichten besteht. Die Selbstverwaltung trägt der in Art. 97 GG festgeschriebenen richterlichen Unabhängigkeit Rechnung. Regelungen über das Präsidium finden sich in den §§ 21a–e des Gerichtsverfassungsgesetzes (GVG).
Das Präsidium besteht aus dem Präsidenten des Gerichts oder dem aufsichtsführenden Richter und einer je nach Größe des Gerichts verschiedenen Zahl von weiteren Richtern, die von den Richtern des Gerichts gewählt werden. Bei kleinen Amtsgerichten besteht das Präsidium aus allen wählbaren Richtern.
Das Präsidium bestimmt nach § 21e GVG die Besetzung der Spruchkörper, regelt die Vertretung und verteilt die Geschäfte. Dies geschieht in einem von jedermann einsehbaren Geschäftsverteilungsplan, der jedes Jahr im Voraus beschlossen wird und dem Verfassungsgebot des gesetzlichen Richters Genüge tut.